# Проценко, Александр Константинович
Александр Константинович Проценко (1 января 1940, Будённовск, Орджоникидзевский край — апрель 1994) — советский футболист, нападающий.
Первый матч в командах мастеров провёл 26 сентября 1959 года за «Молдову» Кишинёв в гостевой игре чемпионата СССР против «Шахтёра» (0:2). За два сезона сыграл 16 матчей, забил три гола. В дальнейшем выступал за команды низших лиг «Пищевик» / «Лучафэрул» Тирасполь (1962—1964), «Звезда» Кировоград (1965), «Молдова» / «Авынтул» (1965—1967), «Автомобилист» Житомир (1968).
В 1969—1971 годах — игрок, тренер в клубе КФК «Политехник» Кишинёв. В 1976—1988 — начальник команды «Нистру»
Был главным тренером Спорткомитета Молдавской ССР.
Погиб в 1994 году.
Сын Вячеслав также футболист.